# 冀寧道 (汪兆銘政権)
冀寧道（きねい-どう）は汪兆銘政権華北政務委員会により設置された山西省の道。

## 沿革
1940年（民国29年）11月22日に設置された。

## 行政区画
廃止直前下部の20県を管轄した。（50音順）
- 安沢県
- 越城県
- 介休県
- 霍県
- 祁県
- 交城県
- 洪洞県
- 太谷県
- 中陽県
- 浮山県
- 汾西県
- 汾陽県
- 文水県
- 平遥県
- 離石県
- 臨汾県
- 霊石県